# Bunul Dinozaur
Bunul Dinozaur (în original în engleză: The Good Dinosaur) este un film de animație produs de studiourile de animație Pixar pentru Walt Disney Pictures și distribuit de Walt Disney Pictures în 2015. Filmul a rulat în România începând cu 27 noiembrie 2015, iar în Statele Unite pe 25 noiembrie. Acesta este al șaisprezecelea film produs în colaborare de Disney și Pixar. Bob Peterson, care a adus în atenție publicului ideea poveștii, a regizat filmul până la finele lunii August 2013, când s-a anunțat substituirea acestuia. Pe 21 octombrie 2014, a fost anunțată informația conform căreia, Peter Sohn (care ulterior era co-regizor al filmului) va fi regizorul filmului The Good Dinosaur\ Bunul Dinozaur. Filmul marchează primul moment din istoria Pixar când două filme sunt lansate consecutiv în același an .

Afișul în limba engleză al filmului

## Acțiune
După ce un eveniment traumatic tulbură un Apatosaurus plin de viață pe nume Arlo, acesta pornește într-o călătorie remarcabilă, câștigând un companion surprinzător de-a lungul drumului - un băiețel.
Bunul Dinozaur pune o întrebare: Ce-ar fi fost dacă asteroidul care a provocat dispariția dinozaurilor nu ar mai fi existat? Ce-ar fi fost dacă dinozaurii ar fi supraviețuit până în zorii speciei umane? Și, cel mai important, cum ar fi atunci când un Apatozaur curios, Arlo, își face un neobișnuit prieten, pe băiețelul Spot? Cei doi trebuie să își unească forțele pentru a întreprinde o călătorie printr-un peisaj misterios și aspru, în care Arlo învață să își înfrunte propria frică.

## Distribuție
- Raymond Ochoa - Arlo, cel mai tânăr Apatosaururs al familiei sale.[14]
- Jack Bright - Spot, un băiețel al peșterilor .[14]
- Jeffrey Wright - Poppa, tatăl familiei de Apatozauri.[14]
- Frances McDormand - Momma, mama familiei de Apatozauri.[14]
- Marcus Scribner - Buck, fratele lui Arlo[14]
- Steve Zahn - Thunderclap, un Pterozaur.[14]
- A. J. Buckley - Nash, un Tyrannosaurus.[14]
- Anna Paquin - Ramsey, un Tyrannosaurus.[14]
- Sam Elliott - Butch, un Tyrannosaurus.[14]

## Producție
Când un material video promoțional aferent filmului Deasupra Tuturor numit Up: B-roll 1 a fost lansat în 2009, mulți fani s-au declarat fascinați de imaginile de pe biroul de creație a lui Greg Dykstra. Prima imagine este reprezentarea unui dinozaur sauropod alături de care stă o persoană. Lângă aceasta se află mai multe imagini care înfățișează mai multe sculpturi din argilă ale unui băiat. Cele patru imagini, nu foarte vizibile, sunt de fapt încercările timide de a creiona sauropodul din filmul actual. Odată ce filmul Deasupra Tuturor a fost lansat în luna mai a aceluiași an, dezvoltarea proiectului a început în ultima lună a anului 2009 . Prima dată de lansare oficială a filmului a fost 27 noiembrie, 2013, data anunțată în iunie 2011. La puțin timp de la acest anunț, acțiunea, regizorul, co-regizorul, producătorul și alte detalii despre film au fost anunțate în cadrul D23 Expo pe 20 august 2011. Bob Peterson și John Walker au numit filmul, într-un spirit de glumă Filmul Pixar Fără Nume Despre Dinozauri , creând un logo oficial pentru a face haz de această întâmplare hilară. Pe 24 aprilie 2012, Pixar anunță numele final al filmului, The Good Dinosaur\ Bunul Dinozaur.
John Lasseter a oferit detalii despre acțiunea filmului: "Sunt cumva acel gen de desene, dar sunt dinozauri; acum, sigur, nu umblă îmbrăcați cu haine ciudate sau lucruri de genul acesta, sunt un tip aparte de dinozauri. Ne-am focusat mai mult pe dinozaurii erbivori, nu pe carnivori … Societatea lor devine una mai agrară, referindu-ne aici la fermieri. De fapt, ei devin fermieri. Este o poveste haioasă despre calea sigură pe care un dinozaur a urmat-o în viața sa, iar aspectul cel mai fascinant este cum reușește să scape acest dinozaur de problemele pe care le întâmpină, ca la final să conteze călătoria, și nu destinația. Reușește să distrugă totul, și trebuie apoie să repare greșelile făcute aventurându-se într-o călătorie inițiatică unică și fără cale de întoarcere în care întâlnește un companion care nu face parte din cultura și societatea sa, iar legătura ce se creează între ei construiește o poveste unică care schimbă vieți la rândul ei …" Producătorii filmului și-au dorit să exploreze ce reprezintă dinozaurii astăzi pentru oameni, și cum sunt reprezentați aceștia în cele mai cunoscute stereotipuri pe care conștiința comună le dezvoltă. Bob Peterson spune:
|  | Este timpul să creăm un film în care poți cunoaște un dinozaur, cum este să fii dinozaur și cum este să fii cu un dinozaur alături de tine. |
Peterson mai spune că inspirația pentru acest film i-a venit atunci când în copilăria sa a vizitat "Bâlciul din New York din anul 1964"
unde a fost fascinat de mai mulți dinozauri animatronici. Titlul filmului poate sugera faptul că dinozaurii sunt malefici. Pe de altă Peter Sohn a avertizat: "Titlul este amăgitor de simplu. Dar mai ales, semnificațiile pe care le are sunt dintre cele mai diverse."
Pe 22 decembrie 2011, Disney a dezvăluit o listă cu viitoarele date de lansare pentru filmele lansate de aceștia. Filmul Regatul de gheață a fost pus în așteptare pentru data de 27 noiembrie 2013 , lăsându-i pe mulți să creadă că Filmul Pixar Fără Nume Despre Dinozauri, care inițial avea data de lansare la aceeași dată, va fi lansat, însă data respectivă de lansare a revenit filmului Frozen/ Regatul de gheață. Cu toate acestea, Peter 
Sciretta de la /Film a confirmat împreună cu Disney că Frozen nu va fi un film Pixar. Ulterior, Bleeding Cool a anunțat cu exactitate faptul că Frozen\ Regatul de gheață este o adaptare după basmul clasic al lui Hans Christian Andersen, Crăiasa Zăpezilor și va fi lansat de Walt Disney Pictures. Mai apoi, Pixar a anunțat o dată diferită de lansare pentru The Good Dinosaur , adică 30 mai 2014.  Pe 9 august 2013, în cadrul 
D23 Expo a fost anunțată și o distribuție provizorie ce îi includea pe Lucas Neff, John Lithgow, Frances McDormand, Neil Patrick Harris, Judy Greer și Bill Hader în rolurile principale.
În vara anului 2013, regizorul și producătorul filmului au fost eliminați datorită problemelor pe care aceștia le întâmpinau cu scenariul. Peterson, care nu a putut să dezvolte al treilea act al filmului, a fost absent motivat la D23 Expo, unde Sohn și producătorul Denise Ream au prezentat mai multe părți ale filmului. Ed Catmull, președintele Pixar, a explicat abaterea lui Peterson: "Toți regizorii reușesc să se transpună extrem de mult în propriile lor filme. Uneori este suficient să ai o perspectivă diferită ca ideea care rezultă să fie una incredibilă. Uneori regizorii .... sunt atât de profund implicați în ideile lor încât trebuie ca altcineva să le finalizeze." Peterson s-a reorientat spre an alt proiect tot în cadrul Pixar, în timp ce Ream l-a înlocuit pe Walker, care a preluat cârma producției Tomorrowland: Lumea de dincolo de mâine. John Lasseter, Lee Unkrich, Mark Andrews,  și Sohn au preluat anumite secțiuni ale filmului, la care aceștia au lucrat separat. În septembrie 2013, Bunul Dinozaur a fost reprogramat din 30 mai 2014 în 25 noiembrie 2015 (data inițială de lansare a filmului În căutarea lui Dory) pentru a oferi mai mult timp filmului. " În noiembrie 2013, 
datorită întârzierilor, Pixar a concediat 67 de angajați dintr-un total de 1200 de persoane - forță de muncă, situație ce a fost urmată de închiderea Pixar Canada, la o lună de la acest eveniment, unde aproximativ 80 de angajați au fost concediați , toate acestea cu scopul de a reface eforturile Pixar și principalele sale sedii. În august 2014, John Lithgow a dezvăluit într-un interviu că filmul a fost demontat și "complet regândit" și că se așteaptă să fie repus în funcția de regizor în următoarele luni, menționând că Frances McDormand este încă parte din film. În noiembrie 2014, a fost făcută publică informația conform căreia conceptul cu privire la dinozaurii ce vor arăta ca fermierii Amish a fost abandonat, și că celelalte elemente au fost adăugate, precum faptul că natura însăși va fi protagonista filmului.
În iunie 2015, oficialii Disney au anunțat că au modificat distribuția filmului. La acel moment, 
Disney nu a dezvăluit care a fost motivul real al schimbării, menționând doar că și filmele Povestea jucăriilor sau Ratatouille au suferit aceleași modificări în procesul producției. Din genericul inițial, doar Frances McDormand își menține rolul; Lucas Neff a fost înlocuit cu Raymond Ochoa, John Lithgow cu Jeffrey Wright. Cei trei frați ai lui Arlo, care aveau vocile lui Neil Patrick Harris, Bill Hader și Judy Greer, au fost eliminați, doar un frate rămânând, Buck, care va fi interpretat de Marcus Scribner. Despre modificările paletei de voci, Sohn spune: "Suntem norocoși că am lucrat cu un număr mare de profesioniști de-a lungul timpului, iar povestea noastră ne-a condus în final la acest grup talentat și absolut incredibil. " Într-un interviu pentru 
Yahoo Movies UK, Sohn explică: "A fost vorba despre căutarea unui Arlo mai tânăr, am vrut mult un băiat [să îl joace pe Arlo], așa că această idee am concretizat-o pentru ca acesta să crească și să devină un bărbat în adevăratul sens al cuvântului, așa că actorul propus inițial - era deja un bărbat, așa că a trebuit să împing puțin acest concept pentru a găsi un băiat cu multă compasiune, care putea fi supus procesului schimbării. Apoi restul, toate celelalte personaje care fac parte din poveste ies și intră, și prin această evoluție, cei care își împrumută vocile schimbă complet firul narațiunii și povestea însăși. " A fost de asemena confirmat că aspectul de fermier va fi prezent în continuare în cadrul filmului.

## Coloana sonoră
Inițial a fost anunțat faptul că Thomas Newman va compune coloana sonoră a filmului, acesta facând anunțul la finele anului 2013, însă, ulterior, în Mai 2015, Pixar a anunțat că Mychael Danna va prelua compoziția muzicală a filmului.

## Lansare
Bunul Dinozaur va fi lansat în cinematografe pe  25 noiembrie 2015. Înainte de reprogramarea filmului din 2014 în 2015, un scur-metraj care se bazează pe pelicula de animație , Universitatea Monștrilor numit Party Central urma să preceadă filmul de animație, dar acesta a fost de asemenea proiectat și înaintea filmului Păpușile Muppet în Turneu. Pe 28 aprilie 2015 oficialii Pixar anunțau un nou scurt-metraj aferent peliculei The Good Dinosaur\ Bunul Dinozaur , Sanjay's Super Team, ce va fi regizat de Sanjay Patel. Primul teaser trailer a fost oferit publicității pe 2 iunie 2015 